# Die schwarzen Brüder (Film)
Die schwarzen Brüder ist ein deutsch-schweizerisches Filmdrama von Xavier Koller aus dem Jahr 2013. Er schildert das Schicksal eines Tessiner Jungen aus Sonogno im Verzascatal, der im 19. Jahrhundert aus seinen ärmlichen Verhältnissen von seinen Eltern zur Arbeit nach Mailand verkauft wird. Vorlage ist das gleichnamige Buch von Lisa Tetzner.

## Handlung
Als der 13-jährige Giorgio und seine Mutter an einem Berghang nach ihren Ziegen sehen, stürzt die Mutter ab und verletzt sich schwer. Ein Fremder leistet ihr Erste Hilfe und bietet Giorgios Vater das Geld für einen Arzt; als Gegenleistung verlangt er, dass Giorgio ein halbes Jahr lang in Mailand für ihn arbeitet. Mit Antonio Luini, dem Fremden, und 13 anderen Jungen bricht Giorgio nach Mailand auf, bei einem Unwetter gehen jedoch zehn der Jungen verloren.
Giorgio wird in Mailand an den Kaminfegermeister Rossi verkauft. Die Kaminfegerjungen werden wie Sklaven gehalten, und ihre Arbeit ist schwer und gefährlich: Sie fegen die Kamine, indem sie innen hinaufklettern, wobei sie dem Schmutz ohne nennenswerten Schutz ausgesetzt sind. Sie werden von den «Wölfen» schikaniert, einer Bande von Strassenjungen, die ihnen die Trinkgelder raubt. Rossis Tochter Angeletta, die unter der schmutzigen Grossstadtluft leidet, freundet sich mit Giorgio an, obwohl ihn das in Gefahr bringt, und bringt ihm Lesen und Schreiben bei. Giorgio erkennt, dass er mit Rossi noch einen freundlichen Herrn bekommen hat; sein Freund Alfredo, mit ihm nach Mailand gekommen, wird von Meister Zitrone gnadenlos verprügelt.
Die Kaminfegerjungen gründen ihre eigene Bande, die «Schwarzen Brüder», um gemeinsam gegen ihre Meister und die «Wölfe» bestehen zu können. Sie erfahren, dass auf den Kinderhändler Luini in der Schweiz ein Kopfgeld ausgesetzt wurde, und schmieden Pläne, ihn dort auszuliefern. Alfredo erkrankt schwer und stirbt, danach gelingt es Giorgio durch furchtloses Verhalten, die Feindschaft zwischen den «Wölfen» und den Kaminkehrern zu beenden. Auch Pater Roberto, ein ehemaliger Kaminfegerjunge, ist freundlich zu ihnen und überredet Rossi, den Jungen eine Chance zu geben. Gemeinsam mit den «Wölfen» gelingt es ihnen, Luini in eine Falle zu locken und ihn der Schweizer Gendarmerie zu übergeben. Die Belohnung verteilen sie auf die Familien, deren Kinder durch Luini ums Leben gekommen sind.
Giorgio fährt mit Angeletta in seine Heimat, damit sie in der frischen Bergluft wieder gesund wird, und wird von seiner Familie überschwänglich begrüsst.

## Hintergrund
Noch bis in die Mitte des 19. Jahrhunderts wurden Buben aus wirtschaftlicher Not nach Norditalien verkauft. Die Kaminfegerbuben konnten dank ihrer geringen Grösse in den Kaminen arbeiten. 1873 verbot der Kanton Tessin die Verbringung von Kindern als Kaminfeger ins Ausland.

## Drehorte
Der Film Die Schwarzen Brüder wurde 2013 gedreht in der Schweiz im Kanton Tessin, in Italien in Südtirol, in Deutschland in Köln und Hanau.

## Rezeption

### Kritiken
Philippe Zweifel kommentierte im Tages-Anzeiger, der Film habe «in seiner Harmlosigkeit» im Zeitalter von Pixar einen schweren Stand. In der Luzerner Zeitung wurde gelobt, der abenteuerliche Film sei ein «Film über die Macht der Freundschaft».

### Auszeichnungen
Der Film erhielt 2014 drei Film-Auszeichnungen und wurde mit dem Prix Walo geehrt.